# خوانمی لاتاسا
خوانمی لاتاسا (انگلیسی: Juanmi Latasa؛ زادهٔ ۲۳ مارس ۲۰۰۱) بازیکن فوتبال اهل اسپانیا است که به صورت قرضی برای باشگاه فوتبال ختافه بازی می‌کند.
وی همچنین در تیم‌های ملی فوتبال زیر ۱۹ سال اسپانیا و زیر ۲۰ سال اسپانیا بازی کرده‌است.

## دوران باشگاهی
لاتاسا اولین بازی خود را برای رئال مادرید در تساوی ۱–۱ مقابل کادیز در ۱۵ مه ۲۰۲۲ انجام داد.
در ۲۶ اوت ۲۰۲۲، لاتاسا به صورت قرضی طولانی مدت به ختافه پیوست.